# تپه قلعه خرابه چوبدار علیا
روستای تاریخی درمیان مربوط به سدهٔ ۷ و ۸میلادی است و در شهرستان دورود، بخش مرکزی، دهستان ژان، واقع شده و قدمت این روستا به دوران ساسانیان بر میگردد  و در تاریخ ۱۳ آبان ۱۳۷۴ با شمارهٔ ثبت ۱۷۱۵۶ به‌عنوان یکی از آثار ملی ایران به ثبت رسیده است.